# Jerzy Skolimowski
Jerzy Yurek Skolimowski ([jɛʐɨ skɔliˈmɔfskʲi]; Łódź, 5 maggio 1938) è un regista, sceneggiatore e attore polacco.

## Biografia
Da bambino ha assistito alle brutalità della guerra, salvandosi dalle macerie di una casa bombardata a Varsavia. Il padre, un membro della resistenza polacca, è stato giustiziato dai nazisti, mentre la madre nascose una famiglia ebrea in casa. Al college ha studiato etnografia, storia e letteratura. L'interesse di Skolimowski per il jazz e la sua amicizia con il compositore Krzysztof Komeda lo misero in contatto con l'attore Zbigniew Cybulski e i registi Andrzej Munk e Roman Polański.
Poco più che ventenne Skolimowski era già uno scrittore, pubblicando diversi libri di poesie e racconti. Presto Skolimowski incontrò Andrzej Wajda, il regista più importante della allora dominante scuola polacca, di dodici anni più grande di lui, con il quale strinse subito amicizia. Skolimowski si iscrisse alla scuola di cinema di Łódź, laureandosi in regia. Skolimowski ha poi collaborato con Polański, contribuendo ai dialoghi per Il coltello nell'acqua.
Nel 1967 il suo film Il vergine gli vale l'Orso d'oro al Festival internazionale del cinema di Berlino, nel 1982 con Moonlighting ottiene il Premio per la sceneggiatura al Festival di Cannes, mentre nel 2010 con Essential Killing vince il Gran premio della giuria alla Mostra del Cinema di Venezia. Nel 2016 gli viene conferito, così come a Jean-Paul Belmondo, il Leone d'oro alla carriera alla Mostra del Cinema di Venezia.

## Filmografia

### Regista
- Rysopis - Segni particolari nessuno (Rysopis) (1964)
- Walkover (1965)
- Barriera (Bariera) (1966)
- Il vergine (Le Départ) (1967)
- Le avventure di Gerard (The Adventures of Gerard) (1970)
- La ragazza del bagno pubblico (Deep End) (1970)
- Un ospite gradito... per mia moglie (König, Dame, Bube) (1972)
- L'australiano (The Shout) (1978)
- Mani in alto! (Ręce do gory) (1981)
- Moonlighting (1982)
- Il successo è la miglior vendetta (Success Is the Best Revenge) (1984)
- Lightship - La nave faro (The Lightship) (1985)
- Acque di primavera (Torrents of Spring) (1989)
- 30 Door Key (1991)
- Quattro notti con Anna (Cztery noce z Anną) (2008)
- Essential Killing (2010)
- 11 minut (2015)
- EO (2022)

### Solo sceneggiatore
- Ingenui perversi (Niewinni czarodzieje), regia di Andrzej Wajda (1960)
- Il coltello nell'acqua (Nóż w wodzie), regia di Roman Polański (1962)
- The Palace, regia di Roman Polański (2023)

### Attore
- Il sole a mezzanotte (White Nights), regia di Taylor Hackford (1985)
- Mars Attacks!, regia di Tim Burton (1996)
- La promessa dell'assassino (Eastern Promises), regia di David Cronenberg (2007)
- 11 settembre 1683, regia di Renzo Martinelli (2012)
- The Avengers, regia di Joss Whedon (2012)
- Una storia senza nome, regia di Roberto Andò (2018)

## Doppiatori italiani
Nelle versioni in italiano dei suoi lavori, Skolimowski è stato doppiato da:
- Michele Gammino in Il sole a mezzanotte
- Sergio Matteucci in Mars Attacks!
- Dario Penne in La promessa dell'assassino
- Francesco Pannofino in 11 settembre 1683

## Riconoscimenti
- 2022: Festival di Cannes, Premio della giuria per EO
- 2016: Mostra internazionale d'arte cinematografica, Leone d'oro alla carriera
- 2010: Festival internazionale del cinema di Mar del Plata, Astor d'oro al miglior film per Essential Killing
- 2010: Mostra internazionale d'arte cinematografica, Leone d'argento - Gran premio della giuria per Essential Killing
- 2008: Tokyo International Film Festival, Premio speciale della giuria per Quattro notti con Anna
- 1983: Evening Standard British Film Awards, Miglior film per Moonlighting
- 1982: Festival di Cannes, Prix du scénario per Moonlight
- 1978: Festival di Cannes, Premio della giuria per L'australiano
- 1968: Semana Internacional de Cine de Valladolid, Premio speciale della giuria per Barriera
- 1967: Festival internazionale del cinema di Berlino, Orso d'oro per Il vergine